# Jan Ykema
Jan Jelte Ykema (* 18. dubna 1963 Harlingen, Frísko) je bývalý nizozemský rychlobruslař.
Prvního světového šampionátu ve sprintu se zúčastnil v roce 1981 (20. místo). Startoval na Zimních olympijských hrách 1984, kde se umístil nejlépe na 14. místě v závodě na 500 m, dále byl dvacátý na dvojnásobné distanci. V lednu 1986 se premiérově představil v závodech Světového poháru. Největších mezinárodních úspěchů dosáhl v roce 1988, kdy skončil šestý na Mistrovství světa ve sprintu a na trati 500 m na zimní olympiádě vybojoval stříbrnou medaili. Po sezóně 1988/1989 ukončil sportovní kariéru.